# 손바닥이 말하는 것
〈손바닥이 말하는 것〉(掌が語ること てのひらがかたること[*])은 AKB48의 디지털 싱글이다. 2012년 3월 8일에 공개되었다.

## 개요
AKB48 및 자매 그룹(SKE48·NMB48·HKT48)가 전개하고 있는 채리티 활동 〈《누군가를 위해서》 프로젝트〉의 일환으로, 2013년 3월 8일 18:00부터, 전 세계에 무료로 전달되었다.
뮤직 비디오는, 재해지 방문의 슬라이드 쇼로 구성되어 있어, 이 곡에 대해서는 특별히 선발 멤버는 정해져있지 않다.